# Midnight Mass
Midnight Mass é uma minissérie de televisão americana de terror sobrenatural criada e dirigida por Mike Flanagan e estrelada por Zach Gilford, Kate Siegel, Hamish Linklater, Rahul Kohli e Henry Thomas. O enredo gira em torno de uma comunidade insular isolada que experimenta eventos sobrenaturais após a chegada de um padre misterioso. Foi lançada na Netflix em 24 de setembro de 2021 e recebeu críticas positivas, com elogios especiais dados às performances de Linklater e Samantha Sloyan, e à direção de Flanagan.

## Premissa
A série é sobre "uma pequena e isolada comunidade insular cujas divisões existentes são amplificadas pelo retorno de um jovem desonrado e pela chegada de um padre carismático".

## Elenco
O elenco de Midnight Mass consiste em:

### Principal
- Kate Siegel como Erin Greene
- Zach Gilford como Riley Flynn
- Kristin Lehman como Annie Flynn
- Samantha Sloyan como Bev Keane
- Igby Rigney como Warren Flynn
- Rahul Kohli como Sheriff Hassan
- Annarah Cymone como Leeza Scarborough
- Annabeth Gish como Dr. Sarah Gunning
- Alex Essoe como Mildred Gunning
- Rahul Abburi como Ali Hassan
- Matt Biedel como Sturge
- Michael Trucco como Wade Scarborough
- Crystal Balint como Dolly Scarborough
- Louis Oliver como Ooker
- Henry Thomas como Ed Flynn
- Hamish Linklater como Father Paul Hill

### Recorrente
- Robert Longstreet como Joe Collie
- Carla Gugino como Judge.
- Quinton Boisclair como The Vampire (Angel).
- Ebony Booth como Tara-Beth

## Episódios
| N.º | Título                         | Dirigido por  | Escrito por                                | Lançamento             |
| --- | ------------------------------ | ------------- | ------------------------------------------ | ---------------------- |
| 1   | "Book I: Genesis"              | Mike Flanagan | Mike Flanagan                              | 24 de setembro de 2021 |
| 2   | "Book II: Psalms"              | Mike Flanagan | Mike Flanagan, James Flanagan, Elan Gale   | 24 de setembro de 2021 |
| 3   | "Book III: Proverbs"           | Mike Flanagan | Mike Flanagan, James Flanagan              | 24 de setembro de 2021 |
| 4   | "Book IV: Lamentations"        | Mike Flanagan | Mike Flanagan, Dani Parker                 | 24 de setembro de 2021 |
| 5   | "Book V: Gospels"              | Mike Flanagan | Mike Flanagan, James Flanagan              | 24 de setembro de 2021 |
| 6   | "Book VI: Act of The Apostles" | Mike Flanagan | Mike Flanagan, James Flanagan, Jeff Howard | 24 de setembro de 2021 |
| 7   | "Book VII: Revelation"         | Mike Flanagan | Mike Flanagan                              | 24 de setembro de 2021 |

## Desenvolvimento
O criador da série Mike Flanagan descreveu Midnight Mass como um projeto de paixão, um que era "profundamente pessoal" e lidou intimamente com a educação de Flanagan na Igreja Católica, e sua eventual sobriedade e ateísmo. Ele concebeu a ideia primeiro como um romance, depois como um roteiro de filme, depois como uma série de televisão que ele apresentou, sem sucesso, a várias produtoras (incluindo sua eventual distribuidora Netflix) em 2014. Flanagan plantou um livro de adereços com o título de Easter egg em seus filmes Hush (2016) e Gerald's Game (2017), como um meio de "manter a ideia viva ao longo dos anos". Antes da produção da série, Flanagan criou a série de terror aclamada pela crítica The Haunting of Hill House para a Netflix, lançada em 2018, bem como seu sucessor de 2020, The Haunting of Bly Manor.
Em 1 de julho de 2019, a Netflix anunciou uma série de terror de sete episódios, com Mike Flanagan atuando como escritor, diretor e produtor executivo. Em fevereiro de 2020, Zach Gilford, Kate Siegel e Hamish Linklater foram anunciados como papéis principais da série.
A produção estava originalmente programada para começar em março de 2020, mas foi adiada devido à pandemia de COVID-19. Midnight Mass entrou em produção em 17 de agosto de 2020, em Vancouver, Canadá, e terminou em 15 de dezembro de 2020. A produção construiu a cidade situada no Garry Point Park, uma área pública à beira-mar fora de Vancouver, que ficava na Ilha Crockett.
A trilha sonora de Midnight Mass foi lançada em setembro de 2021. A música da série foi composta por The Newton Brothers, Andy Grush e Taylor Newton Stewart, que trabalharam com o criador da série Mike Flanagan em cada um de seus projetos desde seu filme Oculus de 2013. A trilha sonora apresenta hinos cristãos reinventados, junto com peças originais do The Newton Brothers.

## Lançamento
Midnight Mass foi lançada na Netflix em 24 de setembro de 2021.

## Recepção
O site agregador de resenhas Rotten Tomatoes relata um índice de aprovação de 91% com uma classificação média de 8,40/10, com base em 66 avaliações críticas. O consenso dos críticos do site diz: "Uma meditação ambiciosa sobre tristeza e fé que é tão linda quanto perturbadora, a lenta fervura de Midnight Mass é um triunfo do terror que deixará os espectadores tremendo—e pensando—muito depois que os créditos rolarem." O Metacritic deu à série uma pontuação média ponderada de 74 em 100 com base em 21 avaliações, indicando "revisões geralmente favoráveis".
A minissérie recebeu críticas amplamente positivas dos críticos. Kristen Baldwin da Entertainment Weekly deu-lhe uma nota "A–" e escreveu que "não é perfeito, mas é uma reflexão profundamente comovente e belamente atuada sobre morte, fé, culpa, vício e o poder do livre arbítrio." Judy Berman da Time deu-lhe uma crítica muito positiva, chamando-a de a melhor série de Flanagan e elogiou as performances de Zach Gilford, Kate Siegel e especialmente Hamish Linklater. David Fear da Rolling Stone também deu uma crítica positiva à série, elogiando ainda mais o desempenho de Linklater, afirmando que "o trabalho de três camadas de profundidade que Linklater está fazendo nesses sete episódios é extraordinário." Fear também elogiou Flanagan, afirmando que: "É a maneira como [ele] cuidadosamente coloca tudo no lugar em antecipação a um pesadelo em grande escala que torna as recompensas tão satisfatórias."
Richard Roeper do Chicago Sun-Times deu outra crítica positiva, traçando paralelos entre o trabalho de Flanagan e Stephen King, chamando-o de "A melhor história de Stephen King que Stephen King nunca escreveu" e afirmando que "Embora este seja um trabalho original de Flanagan, parece uma adaptação de alto nível de um romance particularmente assustador de King." Jack Seale do The Guardian deu à série três de cinco estrelas, elogiando a produção de Flanagan, mas criticando a série por seu "diálogo inchado" afirmando que "Quando finalmente chega o fim, há muito fogo e vísceras, mas nenhum êxtase." Brian Tallerico da RogerEbert.com deu à série duas estrelas e meia em cinco, criticando ainda mais o diálogo e os temas religiosos, afirmando que a série "pode ser um pouco cansativa em sua pregação." No entanto, "a maioria das longas conversas são bem roteirizadas".